# Площадь Морской Славы
Площадь Морско́й Сла́вы — площадь в Василеостровском районе Санкт-Петербурга. Находится на пересечении Большого проспекта Васильевского острова и Наличной улицы.

## Наименование
Площадь Морской Славы получила наименование 29 декабря 1972 года «в честь славного морского отечественного флота», в ряду близлежащих улиц, названия которых связаны с морской темой.

## Достопримечательности

### Морской вокзал(площадь Морской Славы, дом 1)
Морской вокзал построен в стиле советского модернизма в 1977—1982 годах по проекту архитекторов В.А. Сохина, Л.В. Калягина, А.Н. Лазарева. Семиэтажное здание имеет призматический объем, фасады облицованы объемными алюминиевыми панелями, напоминающими надутые ветром паруса. Здание увенчано башней со шпилем высотой 78 м. Является пассажирским терминалом Большого порта Санкт-Петербург и функционально расширяется за счёт соседнего проекта «Морской фасад».

### Выставочный комплекс Ленэкспо(Большой проспект ВО, дом 103, корпус 1)
Выставочный комплекс Ленэкспо сооружен в 1960-е годы по проекту коллектива архитекторов и инженеров под руководством С.И. Евдокимова. Место проведения Петербургского международного экономического форума в 1997—2015 годах.

### Центральная военно-морская библиотека (Большой проспект ВО, дом 108,Кожевенная линия, дом 42)
Казармы или Временная тюрьма или Центральная военно-морская библиотека. Здание построено в 1826—1828 -по проекту архитектора И.Г. Гомзина «для казарм морских служителей» — нижних чинов флота. Здание казарм имеет замкнутый контур в виде неправильного 4-угольника с внутренним двором. С 1906 по 1912 годы здание передавалось Тюремному ведомству под «временную тюрьму». С 1921 года здесь размещались воинские части Петроградского гарнизона, а затем Балтийского флота. В 2010-е годы был произведён капитальный ремонт и реставрация здания, и 2018 году сюда перебазировалась Центральная военно-морская библиотека, до этого располагавшаяся в Инженерном замке.

## Транспорт
Вблизи площади проходят маршруты автобусов № 128, 151 и 152, а также троллейбусов № 10 и 11. Также на самой площади находится неиспользуемое троллейбусное кольцо.